# Gönül Yarası
Gönül Yarası é um filme de drama turco de 2005 dirigido e escrito por Yavuz Turgul. Foi selecionado como representante da Turquia à edição do Oscar 2006, organizada pela Academia de Artes e Ciências Cinematográficas.

## Elenco
- Şener Şen - Nazım
- Meltem Cumbul - Dünya
- Timuçin Esen - Halil
- Güven Kıraç - Mehmet
- Sümer Tilmaç - Takoz
- Ece Naz Kızıltan - Melek